# Parc Nacional del Comoé
El Parc Nacional del Comoé es troba a 100 km al nord-est de Bondoukou, a la Costa d'Ivori. Aquest parc forma part de l'ecoregió de la Sabana sudanesa occidental, té una extensió de 1.150.000 ha i abasta des de la sabana humida de Guinea fins a la zona seca del Sudan. Aquest fort gradient climàtic nord-sud permet al parc albergar multitud d'hàbitats amb una diversitat de vida notable. Algunes espècies d'animals i plantes fins i tot troben el seu darrer santuari en uns quants dels diferents tipus de sabana, boscos galeria, praderies de ribera, afloraments rocosos o illes forestals. Està inscrit en la llista del Patrimoni de la Humanitat des del 1983 com a Reserva de la Biosfera a causa de la diversitat de vida vegetal present al voltant del riu Komoé, incloses les zones verges de selva tropical que normalment només es troben més al sud. Com a plana ben erosionada entre dos grans rius, la terra de la zona acull sòls relativament infèrtils i un règim d'humitat adequat per a una biodiversitat més rica que les zones circumdants. L'any 2003, va ser afegit a la Llista del Patrimoni de la Humanitat en perill a causa de la caça furtiva, l'absència de gestió i el sobrepasturatge del parc pel bestiar, problemes que es van intensificar després de l'esclat de la Primera Guerra Civil d'Ivori. La 41a Sessió del Comitè del Patrimoni Mundial (Cracòvia, 2-12 de juliol de 2017) ha decidit retirar el Parc Nacional de Comoe de la Llista del Patrimoni Mundial en Perill després de les millores en la conservació de la seva fauna i hàbitat.
Previst des del 1926 i creat el 1953 amb el nom de la Reserva de Bouna, finalment va pendre el nom de Parc Nacional de Comoé el 1968. Els poblats Lobi hi són freqüents. Hi ha micos babuïns, Mones vermelles, Mona verda, els Búbal, Hippotragus, Cobs, Oribí, senglars, búfals, hipopòtams i elefants que són marcats per trobar-los fàcilment, en la dècada del 1960, totes les nits es podia sentir el rugit del lleó i xiular el lleopard.

## Història
Històricament, l'àrea al voltant del Parc Nacional de Comoé ha estat sempre poc poblada. Molt probablement a causa de la relativa ariditat del sòl, la presència de la malaltia de l'oncocercosi al voltant del riu Comoé i l'alta densitat de mosques tse-tsé, que és un vector de tripanosomosi africana. L'any 1926 la zona entre el riu Comoé i Bouna va ser declarada Refugi Nord de la Côte d'Ivoire, que va ser ampliada posteriorment el 1942 i 53 a Réserve de Faune de Bouna, donant-li una protecció rudimentària. L'àrea a l'oest del riu Comoé es va afegir a la propietat el 9 de febrer de 1968 combinada amb una elevació a l'estatus de parc nacional amb una àrea d’11.500 km², el que el converteix en un dels 15 parcs nacionals més grans del món i el més gran de l'Àfrica occidental. L'any 1983 el parc va ser declarat reserva de la biosfera i Patrimoni de la Humanitat per la UNESCO, a causa de la seva biodiversitat única.
Després de l'esclat de la primera guerra civil d'Ivori, el parc va ser catalogat com a Patrimoni de la Humanitat en perill l'any 2003, a causa de l'absència de gestió que va provocar la caça furtiva i el pasturatge excessiu del parc pel bestiar. Durant el temps entre les dues guerres civils, el parc va patir molt per la caça furtiva intensiva. Després del final de la Segona Guerra Civil d'Ivori, el parc es va poder recuperar de nou amb la presència de l'OIPR (gestió del parc) i la reinauguració de l’estació de recerca.
El parc va ser inscrit a la llista del Patrimoni de la Humanitat per la diversitat de flora d'aquest bosc verge tropical que en general només està localitzat a la part més sud. També es beneficia de la presència de dos grans cursos d'aigua que donen a la terra i a l'ecoregió la humitat adequada per a una biodiversitat més rica que a les àrees circumdants. El 2003 es va inscriure a la llista del Patrimoni de la Humanitat en perill a causa de la Caça furtiva, el pasturatge de bestiar excessiu, i la manca de gestió.

## Situació geogràfica
El Parc Nacional de Comoé es troba al nord-est de la Costa d'Ivori, a la Regió de Bounkani (bouna), on n'ocupa més de la meitat de la superfície. Limita a l'oest amb el Volta Negre que forma la frontera nord-est entre la Costa d'Ivori i Burkina Faso. El parc porta el nom del riu Comoé que el travessa.

## Paisatge

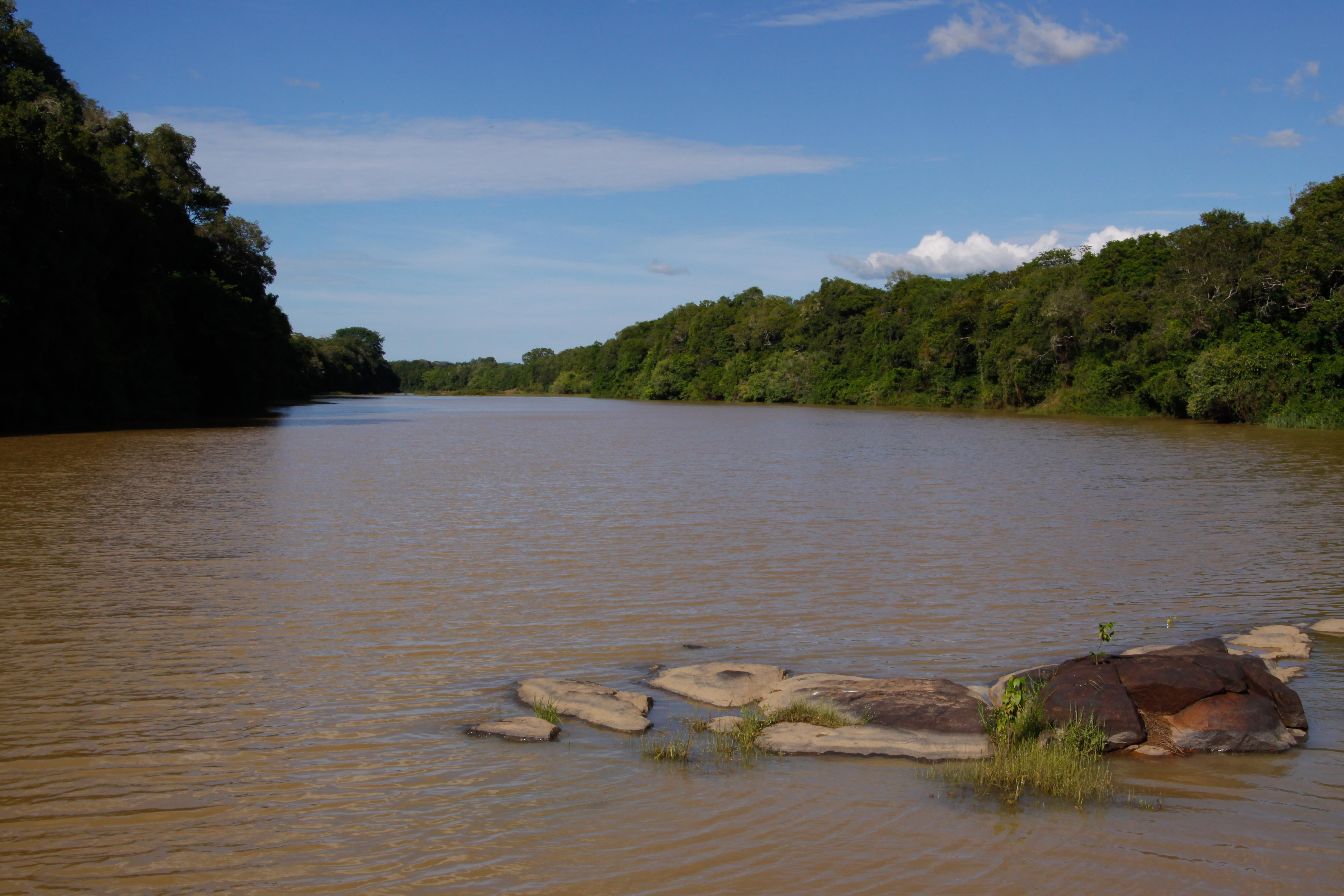
El riu Comoé travessant el parc

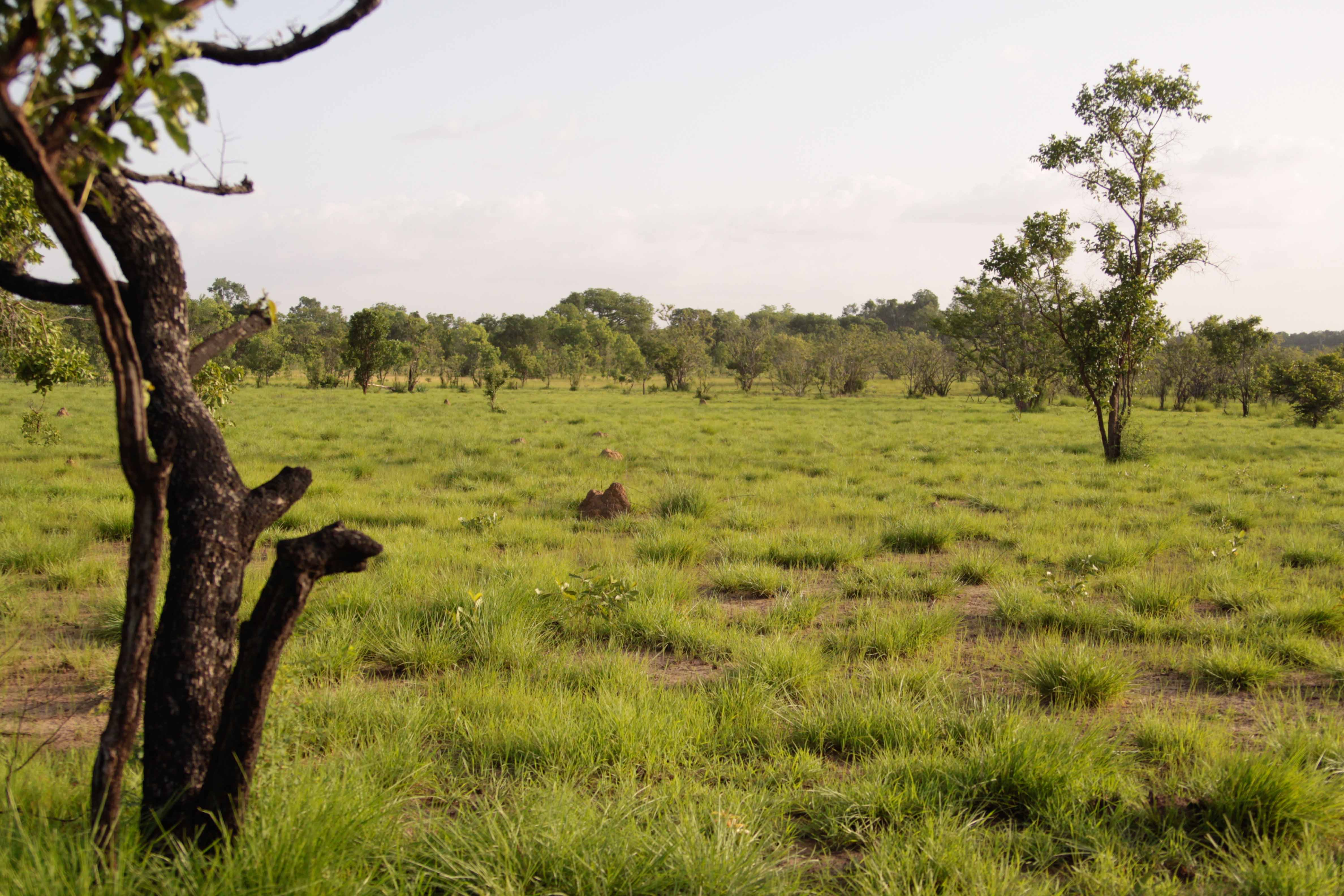
Sabana al Parc Nacional de Comoé

El fort gradient climàtic nord-sud comprèn una multitud d'hàbitats que contenen una diversitat de vida notable, la qual cosa la converteix en la sabana amb més biodiversitat del món, i abasta des de la zona seca de Sudan fins a la relativament humida sabana de Guinea. Aquests hàbitats inclouen en la seva major part diferents sabanes, illes forestals, boscos galeria i prats de ribera, proporcionant així un exemple ideal d'hàbitats de transició a través de diverses zones climàtiques. El riu Comoé, que flueix per Costa d'Ivori, també va permetre l'existència de diversos hàbitats i associacions de plantes que normalment es troben més al sud al parc, com ara fragments de bosc dens galeria als voltants del riu. Aquesta varietat d'hàbitats en diferents zones i la gran àrea dedicada a la conservació dels recursos naturals la converteixen en una unitat ecològica d'especial importància i Patrimoni de la Humanitat per la UNESCO.
Geomorfològicament el parc està format per grans planes per on flueix el riu Comoé i els seus afluents (Iringou, Bavé, Kongo). El riu Comoé i els seus afluents formen el desguàs principal i el Comoé recorre el parc durant 230 km, amb cursos d'aigua que també desemboquen al Volta a l'est. També hi ha diverses basses permanents i semipermanents distribuïdes pel parc, la majoria de les quals s'assequen durant l'estació seca. Els sòls són en la seva majoria infèrtils i no aptes per al cultiu. Els inselbergs de granit també s'eleven fins a 600 m dins de la zona del parc.

## Fauna

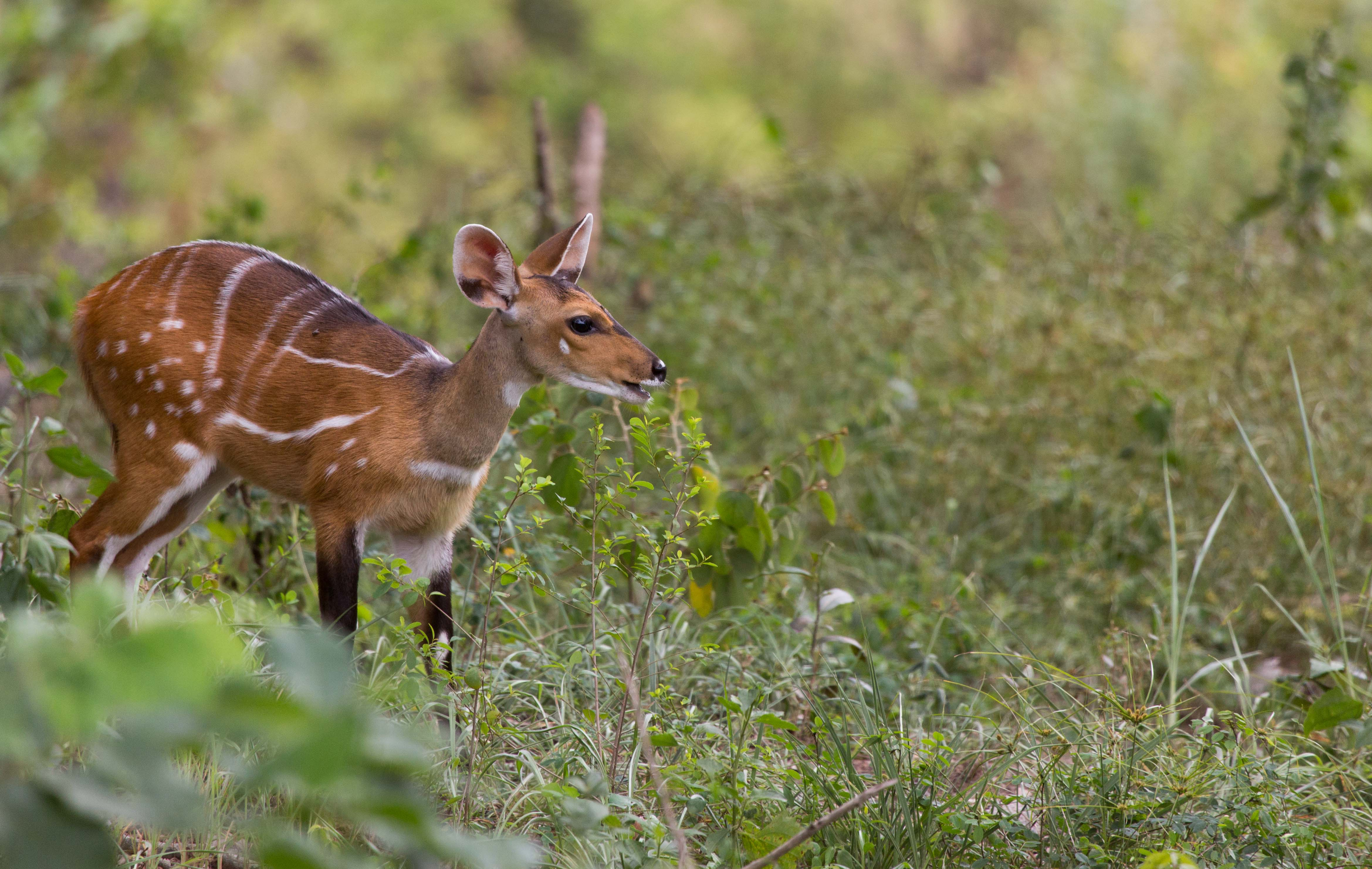
Bushbuck buscant menjar al costat de l'estació de recerca de Comoé

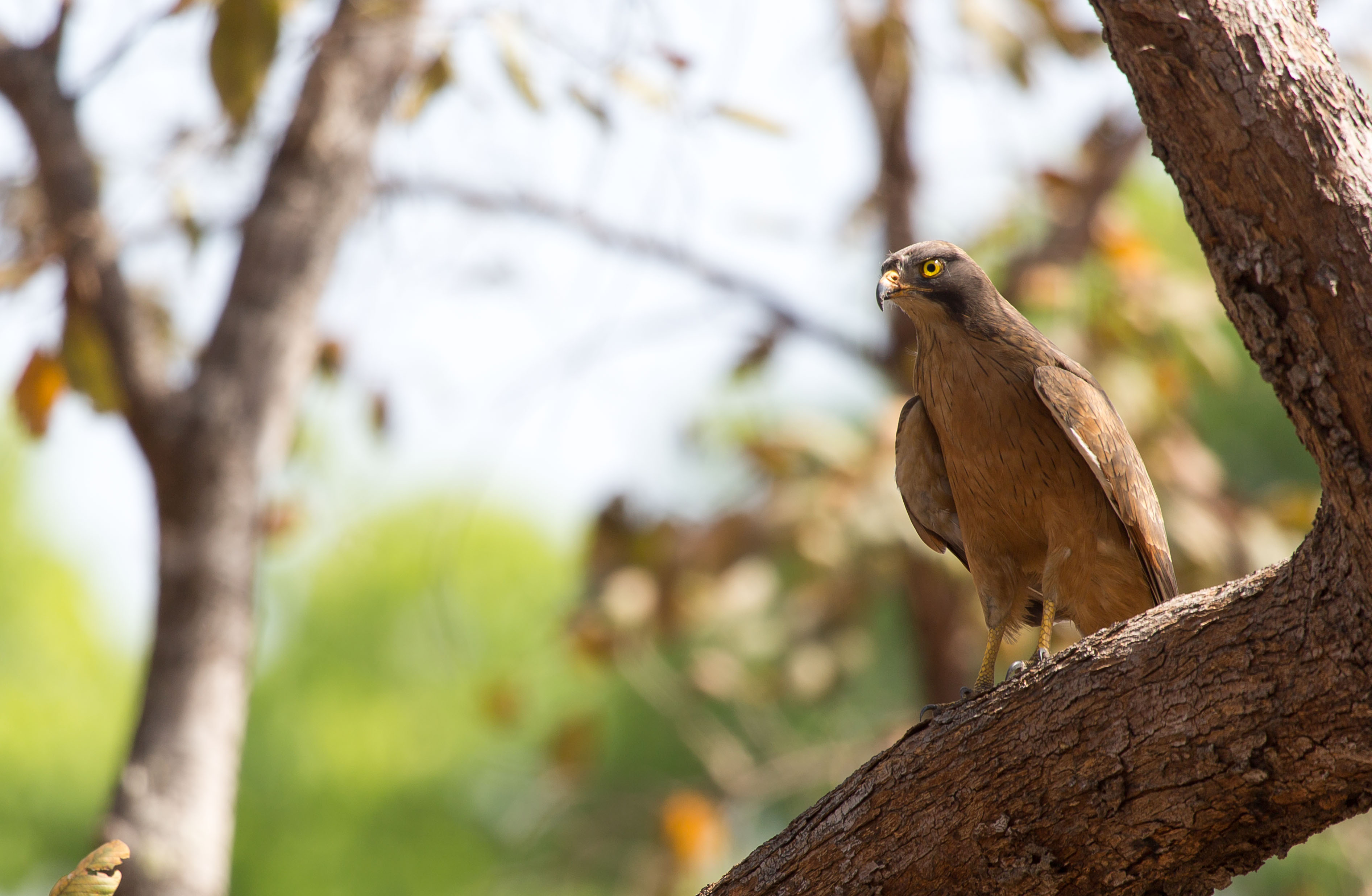
Rapinyaire descansant en un bosc obert durant l'estació seca

El Parc Nacional de Comoé té la sabana amb més biodiversitat del món i constitueix el límit nord per a moltes espècies animals, com el duiquer de llom groc i el bongo. Hi ha un total de 135 espècies de mamífers al parc. Això inclou 11 espècies de primats com el papió anubis, la mona verda de Saba, el cercopitec de nas blanc petit, el Cercopitec mona, el colobus blanc i negre, el colobus de l'oliva, el mangabei fosc i el ximpanzé comú. S'han registrat un total de 17 espècies de carnívors, però es creu que almenys 3 espècies s'han extingit al parc: guepard, gos salvatge (des del 1993) i, més recentment, lleó (no s'han trobat rastres de lleons des del 2008). També hi ha 21 espècies d’artiodàctils presents al parc, entre les quals hi ha hipopòtams, porc senglar dels matolls, bongo, phacochoerus, búfals, cob, Duiquer de flancs vermells, bushbuck, antílop aquàtic, antílop equí i oribí. Les espècies de mamífers amenaçades són el ximpanzé (EN), el mangabey de coll blanc (EN), el còlob ursí (VU), l'elefant africà (VU), l'hipopòtam (VU), el pangolí gegant (VU), el pangolí cuallarg (VU), el lleopard (VU), el gat daurat africà (VU), el uuffon kob (VU), el bongo (NT), el nyu occidental (NT), cob d'aigua de Defassa (NT), el duiquer bai (NT), el duiker d'esquena groc (NT) i el colobus de l'oliva.
Hi ha més de 500 espècies d'ocells, de les quals aproximadament el 20% són aus migratòries interafricanes i un altre 5% són aus migratòries paleàrtiques. Algunes espècies d'ocells destacades són el pioc de Denham, Calau de casc groc, calau galtabrú, ocell martell, camallarga comú, diversos rapinyaires, quatre de les sis espècies de cigonyes d'Àfrica Occidental i cinc espècies de voltors. El parc també conté 36 de les 38 espècies d'ocells emblemàtiques que es troben a les sabanes de Sudo-Guinea.
El riu Comoé i els seus afluents contenen almenys 60 espècies diferents de peixos i permeten una diversitat inusualment alta d'espècies d'amfibis per a un hàbitat de sabana amb 35 espècies descrites. També hi ha un total de 71 espècies de rèptils descrites, de les quals tres són cocodrils: el cocodril nan (vulnerable), el cocodril del Nil i el cocodril de musell prim (en perill crític). Les planes inundables al voltant del riu creen pastures estacionals que són zones d'alimentació òptimes per als hipopòtams i les aus migratòries.

## Flora

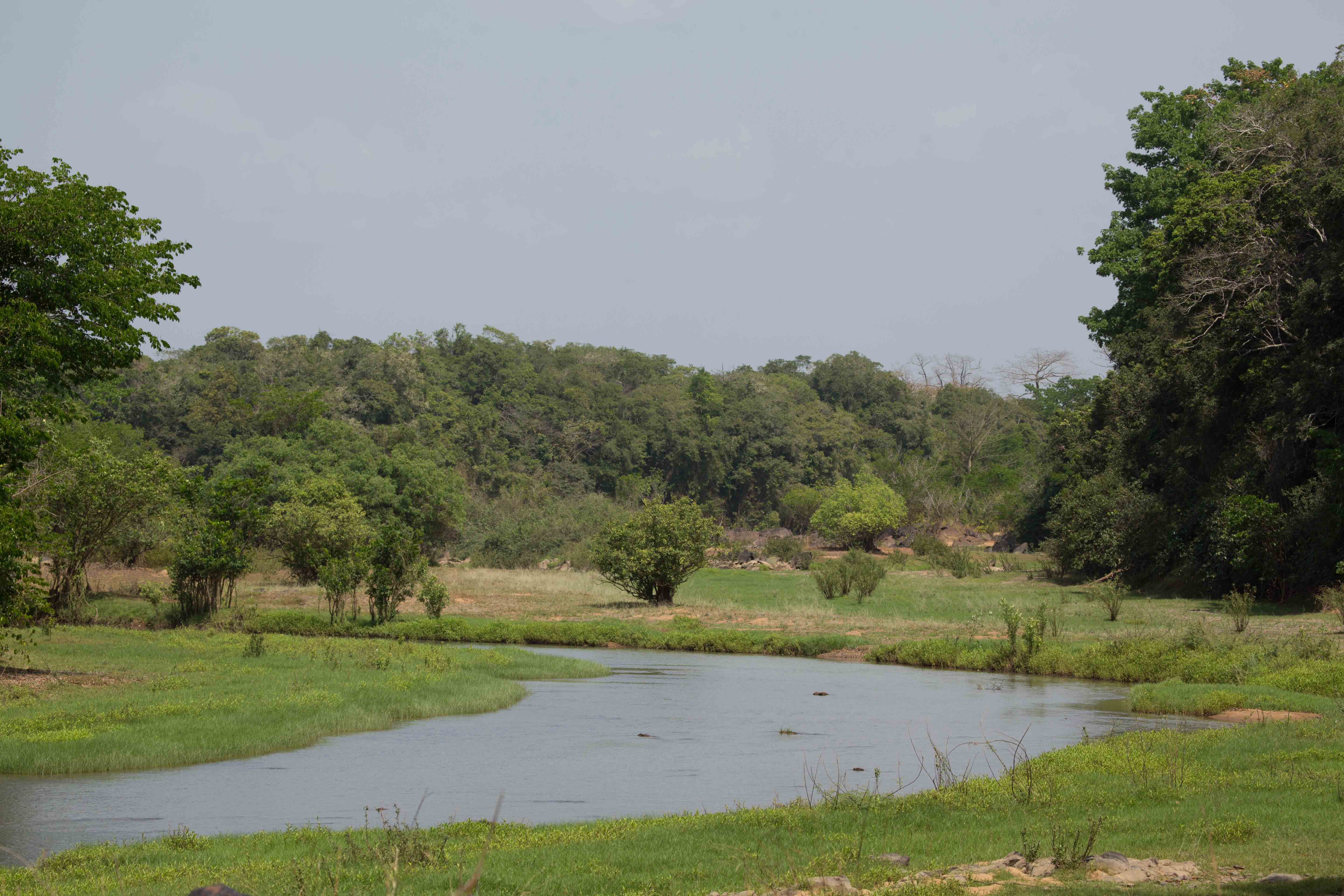
Planes inundables del riu Comoé

La propietat conté unes 620 espècies vegetals, compostes per 191 espècies llenyoses (62 arbres, 129 arbustos i vinyes) i 429 espècies herbàcies, entre les quals 104 gramínies. El parc abasta diversos hàbitats de transició, des del bosc fins a la sabana, amb diverses associacions vegetals típiques de les regions més meridionals. Els boscos de galeria, els boscos oberts i les praderies de ribera es troben al costat de tot tipus de sabana, que ocupen aproximadament el 90% del parc. El bosc està format per molts arbres lleguminosos. Als boscos de galeria Cynometra és el gènere més dominant, mentre que les zones d'illes de bosc sec estan habitades generalment per Anogeissus leiocarpus, Antiaris africana, Isoberlinia doka, Cola cordifolia, milicia excelsa, amenaçada nacionalment i blighia unijugata. A les planes inundables Hyparrhenia rufa és l'espècie més comuna.

## Estació d'investigació del Parc Nacional de Comoé

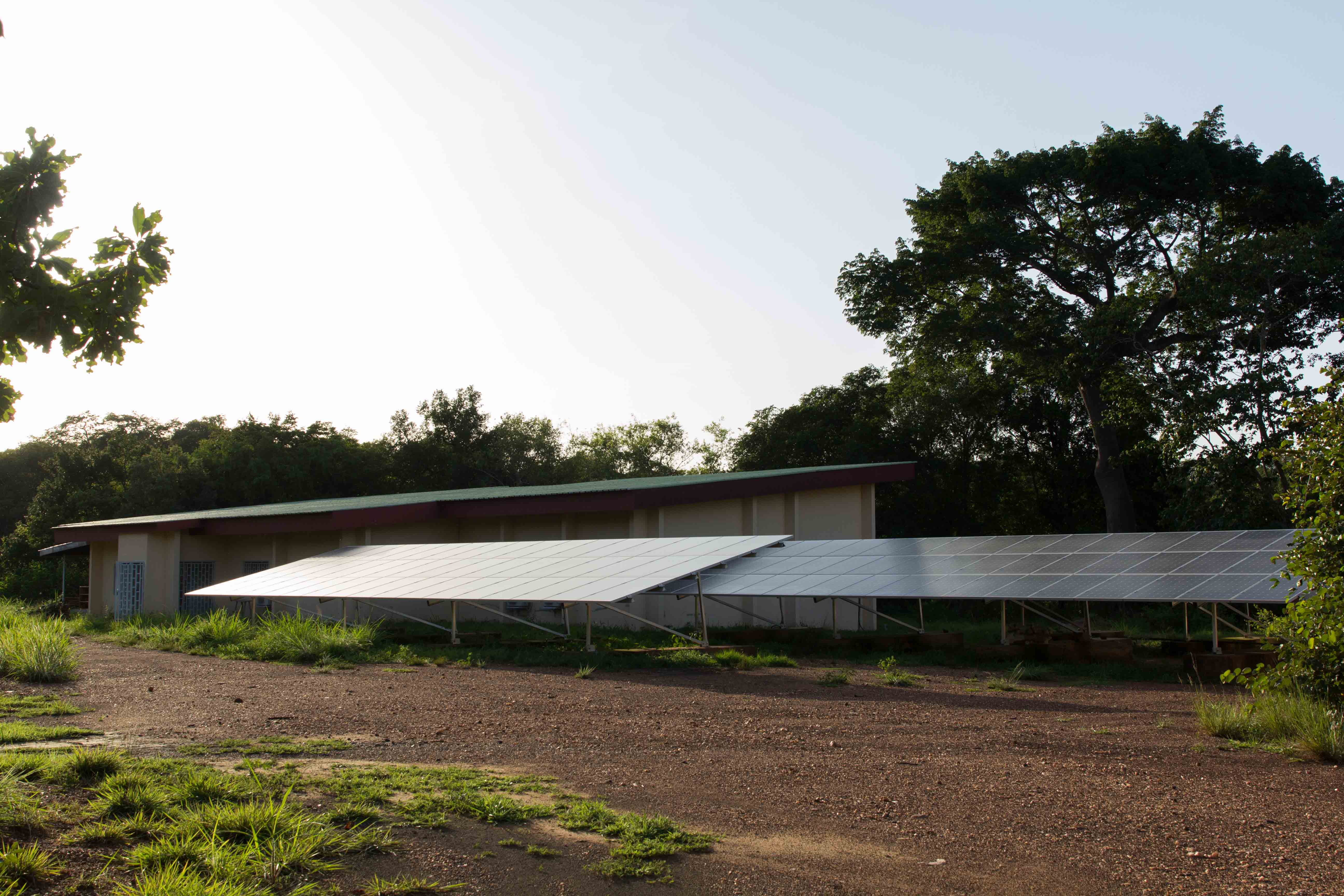
Laboratori i plaques solars de l'Estació

L'Estació de Recerca del Parc Nacional de Comoé, situada al Parc Nacional de Comoé, Costa d'Ivori, va ser fundada pel professor Karl Eduard Linsenmair l'any 1989/90. Les seves instal·lacions d'última generació, amb electricitat, aigua corrent, Internet i un gran laboratori climatitzat la converteixen en una de les estacions de camp més modernes d'Àfrica. L'estació d'investigació es va veure obligada a tancar després de l'esclat de la Primera Guerra Civil d'Ivori el 2002. Després del final de la Segona Guerra Civil d'Ivori el 2011, es van iniciar les reparacions a l'estació i el 2014 l'estació havia tornat a aconseguir la seva plena capacitat de treball. L'enfocament de la investigació de camp és la conservació, l'ecologia tropical i el comportament.

## Projecte de conservació dels ximpanzés de Comoé (CCCP)
Des del 2014 fins a l'actualitat, el CCCP ha estat treballant en la investigació i la conservació dels ximpanzés salvatges que habiten una part del parc i els seus voltants. Es tracta d'una població important per a la conservació dels ximpanzés a Costa d'Ivori i l'única de ximpanzés de sabana que s'està estudiant en profunditat. Molts estudiants de diferents nacionalitats han col·laborat i realitzat la seva tesi de màster, postgrau o doctorat en el marc del projecte que també empra locals com una forma d'implicar els africans en la conservació.

## Estat de conservació
El Parc Nacional de Comoé va ser catalogat com a Patrimoni de la Humanitat en Perill l'any 2003, principalment a causa de l'augment de la caça furtiva causat per la manca de gestió després de l'esclat de la primera guerra civil d'ivori. Després del final de la Segona Guerra Civil d'Ivori i de l'estabilització de la regió, l'agència d'autoritats de vida salvatge OIPR (Oficina Ivorien des Parcs i Reserves) ha reiniciat la seva feina al Parc Nacional de Comoé. L'OIPR va sol·licitar finançament a la Facilitat de Resposta Ràpida (RRF) i va tenir èxit en rebre una subvenció màxima de 30.000 dòlars per assegurar el parc. Els principals reptes als quals s'enfronta la gestió són la lluita amb èxit contra la caça furtiva, la reducció de les pressions agrícoles i la renovació dels carrers del parc per a un correcte control d'accés. Els principals projectes per combatre aquests problemes són l'establiment d'un sistema de vigilància eficient al parc i una estreta cooperació amb les comunitats locals per reduir les pressions a la perifèria del parc mitjançant la gestió participativa i l'establiment de fonts d'ingressos sostenibles per als habitants del poble.

## Galeria
- Abellerol de gola vermella al bosc de la galeria d'Iringou
- Bushbuck buscant menjar al costat del riu Comoé
- Antílop roan de Comoé durant l'estació seca
- Papallona trobada durant l'època de pluges
- Incendi de la sabana al parc
- Antílop kob mascle
- Mico verd buscant menjar en un bosc